# Podturen
Podturen è un comune della Croazia di 4 392 abitanti della Regione del Međimurje.